# Sociedade Antroposófica
Baseada nas idéias da "ciência espiritual" no início do século XX pelo austríaco Rudolf Steiner, a antroposofia (do grego: "conhecimento do ser humano") é uma filosofia que surgiu no contexto do movimento teosófico de Helena Blavatsky. Ela pode ser caracterizada como um método de conhecimento da natureza do ser humano e do universo, que amplia o conhecimento obtido pelo método científico convencional, bem como a aplicação em praticamente todas as áreas da vida humana. 
A Sociedade Antroposófica foi formada em 1913, por Rudolf Steiner que saiu da Sociedade Teosófica devido a divergências com a líder, Annie Besant. Ele foi acompanhado por um grande número de membros da Seção Alemã da Sociedade Teosófica, e tornou-se o presidente deste grupo. A antroposofia difere da teosofia em seu foco prático, a ênfase no desenvolvimento de impulsos artísticos, em ter como base teórica com mais ênfase no esoterismo ocidental do que o esoterismo oriental, e por sua visão positiva do Cristo que, contudo, ainda é bastante diferente da visão cristã comum, também diferente da visão do Gnosticismo em alguns aspectos.